# Lachemilla aphanoides
Lachemilla aphanoides är en rosväxtart som först beskrevs av José Celestino Bruno Mutis och Carl von Linné d.y., och fick sitt nu gällande namn av Werner Hugo Paul Rothmaler. Lachemilla aphanoides ingår i släktet Lachemilla och familjen rosväxter. Utöver nominatformen finns också underarten L. a. tripartita.